# Gucheng (socken i Kina, Henan, lat 32,54, long 115,33)
Gucheng (kinesiska: 固城, 固城乡) är en socken i Kina. Den ligger i provinsen Henan, i den centrala delen av landet, omkring 290 kilometer sydost om provinshuvudstaden Zhengzhou.
Genomsnittlig årsnederbörd är 1 211 millimeter. Den regnigaste månaden är augusti, med i genomsnitt 208 mm nederbörd, och den torraste är januari, med 21 mm nederbörd.